# Operación Wandering Soul
La Operación Wandering Soul ("Operación Alma Errante") fue una campaña de guerra psicológica de las Fuerzas Armadas de los Estados Unidos durante la Guerra de Vietnam.
La Operación Wandering Soul tenía como objetivo una guerra psicológica contra la creencia vietnamita de las almas errantes (en inglés: Wandering souls), en los espíritus y el culto a los antepasados. Esto establece que el difunto debe ser enterrado en su tierra natal, o el alma vaga sin rumbo y sufriendo. Entonces, si alguien es enterrado incorrectamente o no es enterrado en absoluto, su alma vaga por siempre. Se cree que se les puede contactar el día de su muerte cerca del lugar donde murieron o fueron enterrados. Los vietnamitas honran las almas de los difuntos en las vacaciones cuando regresan al lugar de su  muerte.
Los ingenieros del Sexto Batallón de Operaciones Psicológicas (PSYOP) pasaron semanas grabando sonidos espeluznantes y voces vietnamitas distorsionadas en una sala de reverberación, que, entre otras cosas, se suponía que representaban las voces de los fantasmas de los combatientes caídos del Viet Cong y los soldados norvietnamitas en el campo. Esta cinta se llamó Ghost Tape Number 10. Se podía escuchar música budista de funeral en las cintas, ruidos muy distorsionados y espeluznantes y las voces de supuestos "fallecidos" que llamaban a sus compatriotas o "familiares" y "amigos" a que, en lugar de morir sin sentido y deambular como fantasmas, se rindieran y volviesen a casa. El objetivo era desmoralizar al enemigo y hacerle abandonar sus posiciones.
Algunos soldados estadounidenses llevaron mochilas con altavoces durante esta operación, y las cintas fueron reproducidas con altavoces de lanchas patrulleras fluviales de la Marina de los Estados Unidos y helicópteros durante el día y especialmente durante la noche. La cinta fue descrita como tan efectiva que se ordenó a las fuerzas estadounidenses que la usaran fuera del alcance del oído de los soldados aliados de Vietnam del Sur, aunque algunos de ellos, junto con soldados estadounidenses, participaron activamente en su uso.[cita requerida]